# Якуб, Роман
Роман Якуб (р. 1958) — композитор, доктор музыкальных наук (Бостонский университет, США, 1999), родился на Украине, окончил Львовскую консерваторию (сейчас Львовская национальная музыкальная академия имени Н.В. Лысенко), живёт и работает в США.
Музыка Романа Якуба звучала на многочисленных фестивалях и концертах в странах бывшего СССР, в Европе и в США.
В 2006 году Роман Якуб получил Первую премию на 27-м конкурсе хоровых сочинений в колледже Итака (США), в 1997 году он получил Вторую премию на международном конкурсе композиторов ALEAlll в Бостоне, в 2002—2010 годах — награды Американского Общества композиторов, авторов и издателей (ASCAP), премия Telly Award — 2003 год.
Среди сочинений — Симфония, 3 струнных квартета, Скрипичный и Альтовый концерты, 3 кантаты, музыка для театра (свыше 25 спектаклей), песни.

## Дискография
- «Музыка чайных церемоний» — 2004, Emergency Exit
- «Музыка опиумных церемоний» — 2004, Emergency Exit

## Издательство
Santa Barbara Music Publishing